# براد سورنسن
براد سورنسن (بالإنجليزية: Brad Sorensen)‏ هو لاعب كرة قدم أمريكية أمريكي، ولد في 13 مارس 1988 في غراند تيرراسي في الولايات المتحدة.

## وصلات خارجية
- براد سورنسن على موقع مرجع كرة القدم المحترفة.كوم (الإنجليزية)